# Тируваннамалай
Тируваннамалай (там. திருவண்ணாமலை, англ. Tiruvannamalai) — город в Южной Индии, в штате Тамилнад, расположенный в 185 км от Мадраса (Ченнай) и 210 км от Бангалора, штат Карнатака.
Тируваннамалай упоминается в исторических документах уже с VII века.
Это обособленная гористая часть страны из красной земли и коричневых скал, бесплодная по большей части, с широкими полосами пространства, почти лишёнными растительности, и с грудами расколотых камней и громадными валунами, разбросанными в беспорядке, редкими пальмами и многочисленными кактусовыми деревьями. Одинокий пик, украшенный красными, коричневыми и серыми валунами, привлекает внимание.

## Гора Аруначала
Это гора называется — Аруначала. Название состоит из двух слов «Аруна» и «Ачала», что
означает — красная священная гора.
Индусы верят, что сам Шива материализовал себя в виде горы Аруначалы и нахождение рядом с ней, и даже просто размышление о ней, приведёт к освобождению от страданий и колеса перерождений.
Гора Бога Шивы — Аруначала представляет собой скорее высокий холм 800 м высотой, который виден с расстояния 20 км в округе. Эта гора является центром географической социальной жизни города и даже частью названия города (malai — значит гора или холм). Тируваннамалай является местом паломничества.
Бог Шива всегда ассоциировался с Агни — Огнём. Эта традиция древняя и поэтому один из священных для Индии городов Тируваннамалай — город Огня и Шивы — символизирует один из пяти основных элементов мироздания.
Поэтому каждое полнолуние со всей Индии съезжаются преданные (от 200000 до 1000000) и совершают босиком 15-километровый ритуальный обход (3-5 часов ходьбы) по часовой стрелке (прадакшана) вокруг священного холма, молясь Шиве и неторопливо заходя по дороге в многочисленные храмы и воскуривая ароматные благовония.
Подъём на гору также является духовным ритуалом и люди идут босиком по камням по уже набитой миллионами ног тропинке, неся с собой питьевую воду и подношения для отшельника Свами Нараяны, вот уже 30 лет как живущего в развевающейся на сильном ветру палатке на вершине горы.
Вокруг холма существует множество храмов, посвящённых Шиве, и священные озера, как естественного происхождения, так и в глубокой древности созданные людьми (танки).

## Фестиваль Картигай Дипам
Раз в году (в ноябре — декабре по лунному календарю) здесь проходит большой фестиваль Картигай Дипам (Karthigai Deepam), названный так по названию тамильского месяца Картигай и торжественно отправляется служба главного празднества. С началом его под торжественные гимны и песнопения внутри храма и на вершине горы храмовые жрецы зажигают священный гигантский огонь, его пламя поддерживается огромным количеством очищенного масла и камфары. Этот огонь горит в течение десяти дней и виден на множество миль вокруг. Кто бы ни увидел его, сразу простираются перед ним ниц, поскольку он является символом того, что священная земля горы находится под защитой великого Божества Шивы.
Металлическая бочка высотой почти в человеческий рост все 10 дней непрерывно пополняется новыми порциями топлива, четырёхчасовой подъём на гору под палящим солнцем не останавливает духовный порыв служения преданных.

## Храм Аруначалешвары — храм Шивы
Другим из паломнических мест является величественный Храм Аруначалешвара (Arunachaleshvara Temple), расположенный у подножья холма Аруначала. Его прямоугольный вид с расположенными по сторонам четырьмя высокими 60-метровыми надвратными башнями-гопурамами, украшенными необыкновенно богатой скульптурой нельзя не заметить издалека. Храм считается одним из самых высоких в стране и никто не знает, сколько ему веков. В храме есть следы письменности на стенах, датируемые X веком, но, в основном, многие из скульптур не оригинальные. Так, к примеру, изваяния Семи Матерей X века были заменены на более современные.
Согласно священным легендам бог Шива однажды появился вспышкой пламени на вершине Священной горы. Именно поэтому жрецы храма зажигают ежегодно большой огонь в память этого события, которое случилось, наверное, тысячи лет назад. Вероятно, и храм был построен в ознаменование этого события.
Ритуалы и церемонии в храме проходят от восхода до ночи. Начинаются до рассвета обрядом возвращения Ganga (священной реки Ганг) в Храм. Обряд связан с водой. Священники окропляют водой дорогу к храму. После этого открываются ворота и начинаются обряды «пробуждения богов». Священники входят в «спальные покои» бога Шивы, где находятся примерно 30-сантиметровая скульптура Бога и богини Парвати. Там Божества проводили ночь в маленькой качели (люльке). После этого открываются шторы и, учитывая тот факт, что боги при пробуждении должны первыми увидеть самих себя, зеркала, принадлежавшие прежде брадобрею, устанавливаются напротив спальни. Шива после пробуждения переносится на шелковую подушечку, где он проведёт день и ему подносятся сладости, а Парвати переносится в палантин, который и
доставит её обратно в опочивальню к ночи.
В центральном здании храма с 6 утра до 9 вечера проходит всего 6 служб. Служба на рассвете дня сопровождается подношением божеству свежих цветочных гирлянд (причём вчерашние гирлянды убираются и должны быть выброшены строго в направлении северо-востока), потом лингам омывается водой с добавлением молока, масла, или мёда и также украшается цветочными гирляндами.
Помощники браминов (священнослужителей) приносят свежую пищу из кухонь храма на закрытых тарелках, крышки которых лишь слегка приподнимаются в направлении Божества, чтобы то, что предлагается Богам, не было видно непосвящённым. После пищи Божеству предлагается его прочие атрибуты: зеркало, веер, флаг, эмблема, балдахин, затем — благовония, лампы и камфора в сопровождении звуков колокола и звукового ряда (chants).
Вся церемония (служба или pooja, puja) проходит под звуки, которые должны разбудить Божество, прославить его и уверить его в преданности прихожан. Священник заканчивает церемонию раздачей священного пепла прихожанам и уходит в ту сторону, где располагается Богиня, чтобы провести ритуал в её честь.
Два бассейна на территории Храма, где находятся священные воды, являются центром притяжение всех горожан, омовение в водах храма во время многочисленных храмовых фестивалей — приносит освобождение от грехов. Ещё 4 резервуара со священными водами находятся вне территории храма.
В XIX веке около 200 человек были постоянно связаны с храмом (жили и находились на его территории). Теперь, поскольку dasis (танцующие девочки) исчезли из обихода, цифра эта несколько уменьшилась и составляет где-то 150 человек. Священники, разделённые на 4 иерархические группы, по 20 в каждой, привлекают и членов своих семей к помощи, когда проходят наиболее многолюдные фестивали.
С восточной стороны гора начинается сразу за храмом, поэтому жилых строений здесь мало. В непосредственной близости к храму разрешено селиться только gurukka(м) — браминам — служителям храма.
В городе храм Шивы так влиятелен, что нет ни одного храма, посвящённого Вишну. Кроме ещё 2-3 храмов Шивы, есть ещё около сотни храмов, посвящённых богине Парвати, жене Шивы, и Ганапати (Ganpati) — Ганеше, сыну Шивы

## Шри Рамана Махарши
Известный по всей Индии великий святой и учитель Адвайты-Веданты Шри Рамана Махарши (1879—1950 гг.) около 50 лет прожил (c1900 до1950) у подножия Аруначалы. Его называли «королём Тишины». Много лет он провёл в полном молчании. Ещё во время его жизни вокруг него из круга его учеников вырос ашрам (коммуна). В Раманашрам (Sri Ramanashramam), который сейчас превратился в крупный ашрам европейского стандарта, непрерывно в течение всего зимнего сезона приезжают преданные и просто прочитавшие о Мастере, люди со всех уголков земного шара. Поль Брантон (Poul Branton) был одним из первых европейцев в 1934 г. встретившимся с Шри Раманой Махарши, который произвёл на него неизгладимое впечатление и стал его Учителем. Его книга «Путешествие в тайную Индию» стала бестселлером и открыла дорогу к Мастеру тысячам ищущих с Запада. Ашрам по предварительной договорённости предоставляет жильё и питание приезжающим. Ашрамный коровник, обезьяны, павлины (включая и белых), собаки даже сейчас отражают любовь Шри Рамана Махарши к животным. В ашраме каждый день проходят службы с духовными песнопениями. В большом Новом зале, где расположено самадхи Шри Рамана Махарши (его захороненные останки) можно находиться с 6 утра до 9 вечера. Также открыт Старый холл, где давал учение сам Шри Рамана Махарши, где вся атмосфера пропитана глубокой тишиной и покоем.
Рядом с Новым залом — комната с самадхи его матери, которая последние годы своей жизни провела рядом с сыном, преданно служа ему и всем посетителям. В ашраме есть также большая библиотека, магазин, где можно приобрести духовную литературу о Рамане Махарши, гостиница для приезжих, столовая.
Около Тируваннамалая интересна также для посещения Saathanoor dam (дамба), которая построена через реку Thenpennai.

## Галерея

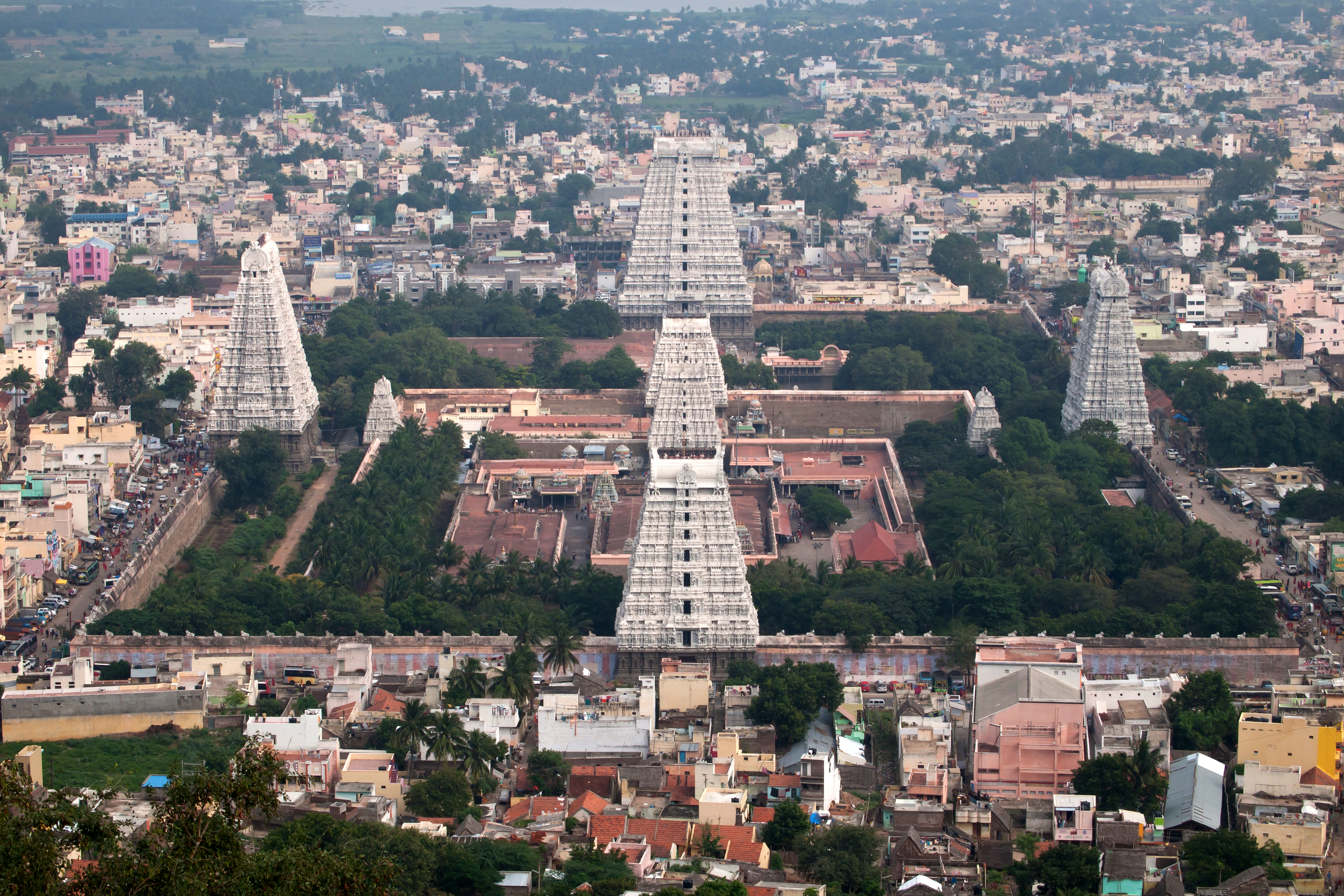
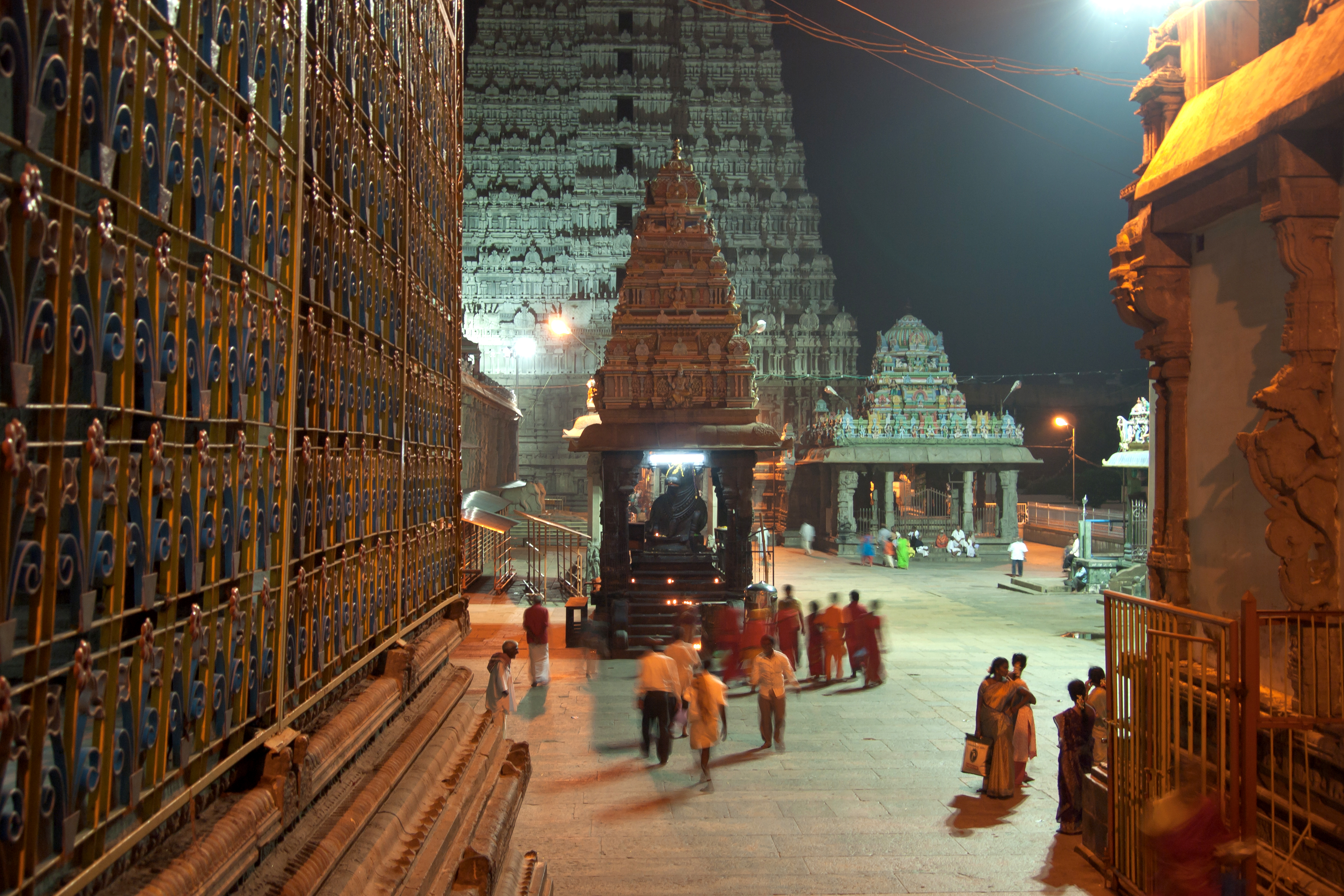
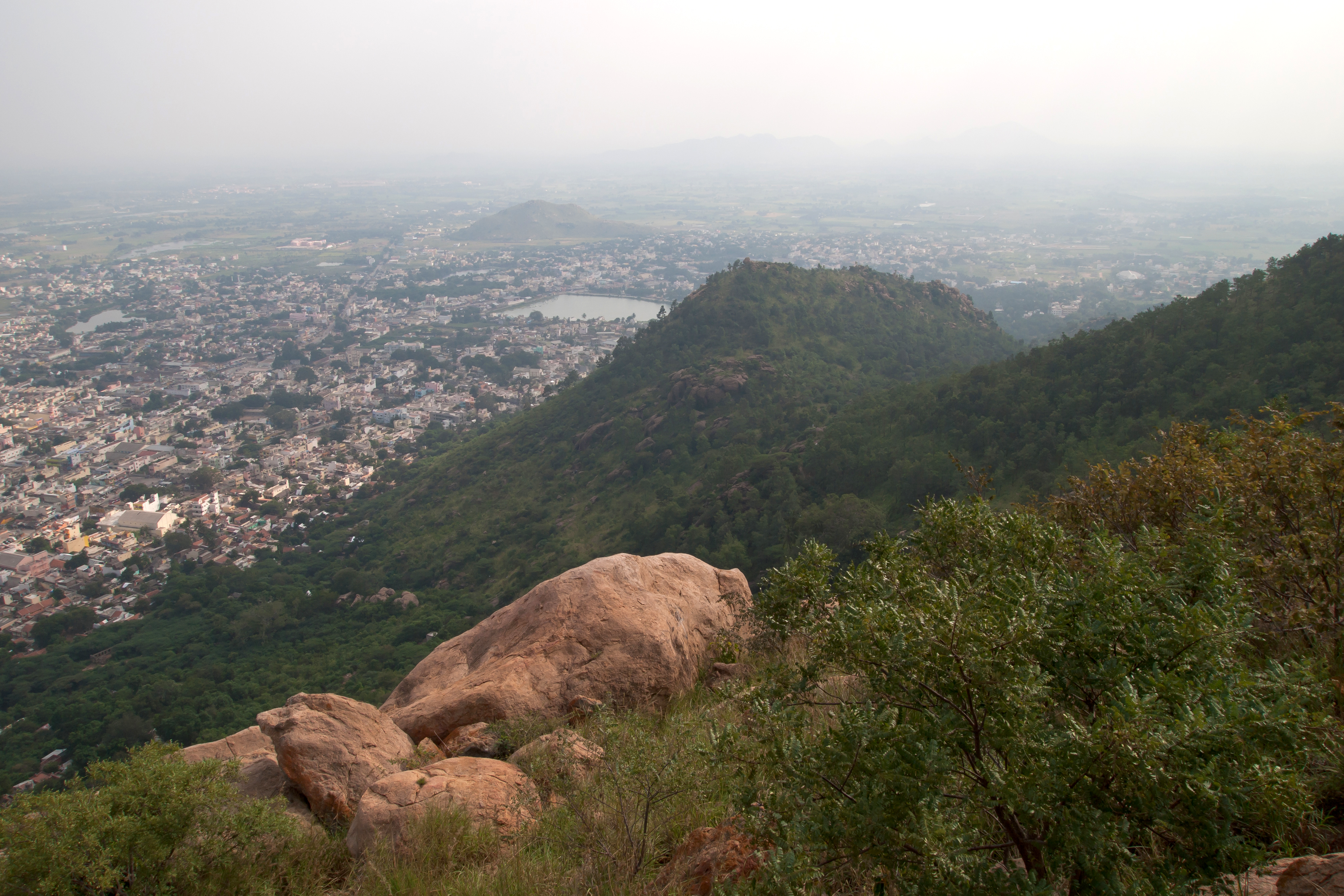
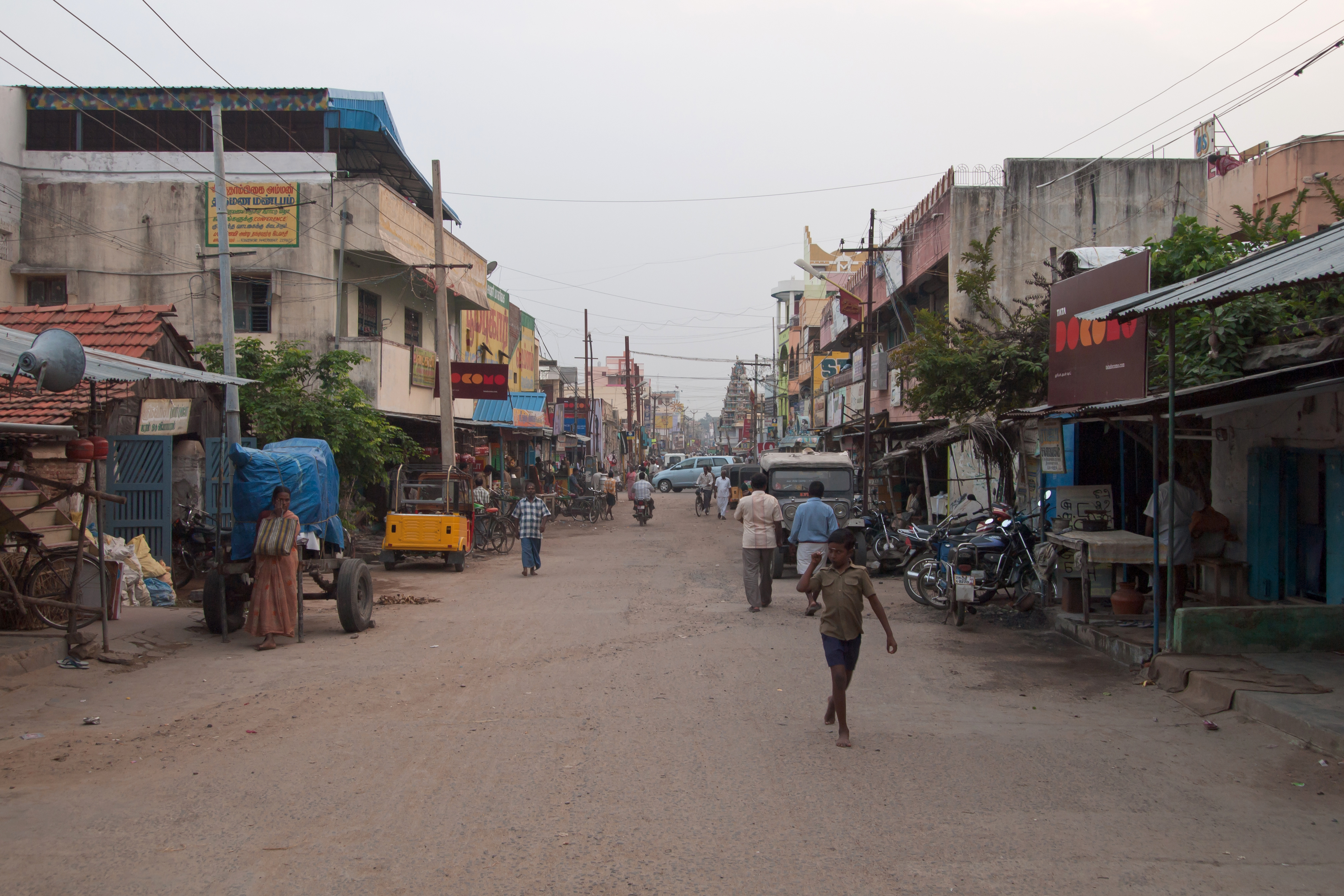
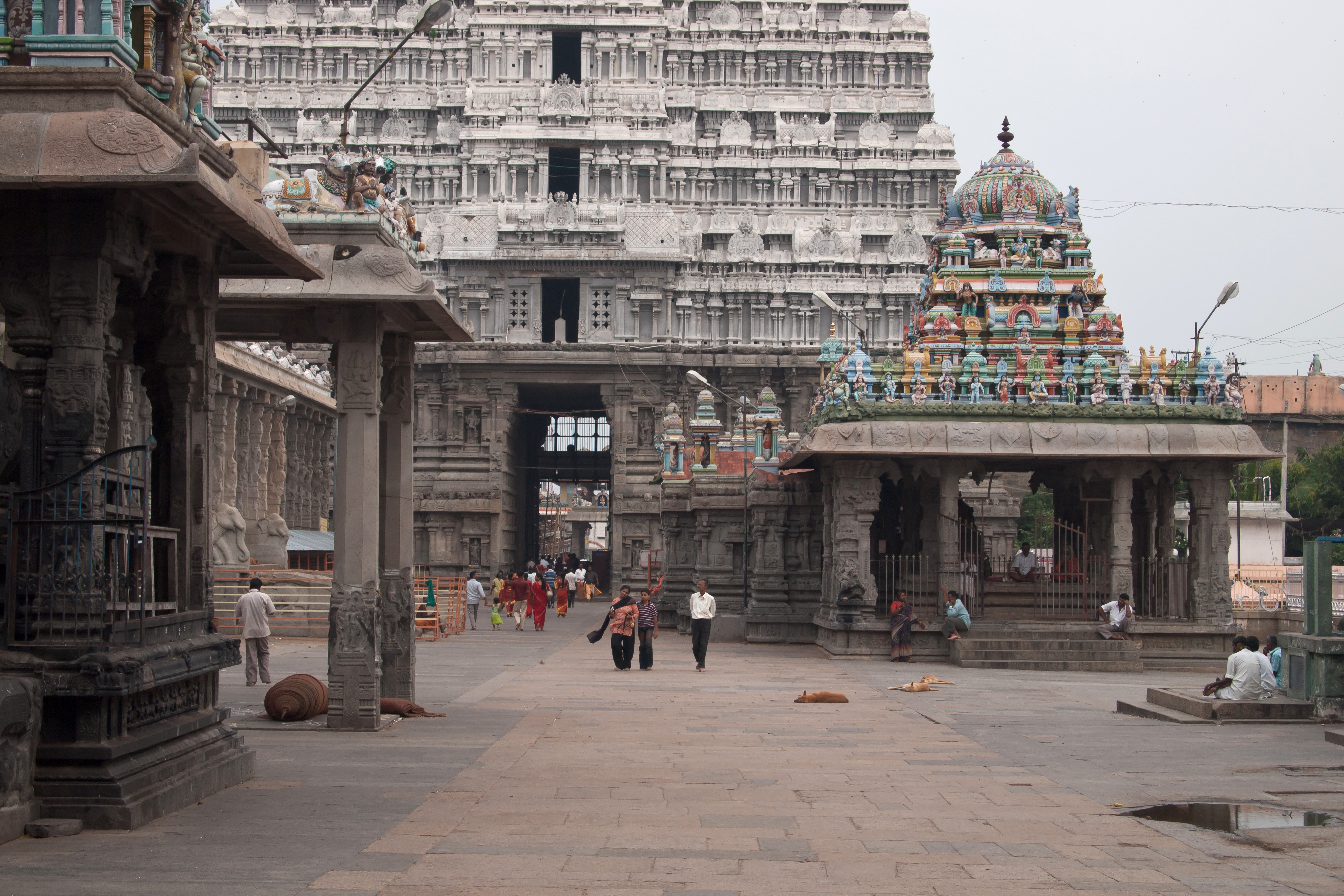

## Климат
| Показатель           | Янв. | Фев. | Март | Апр. | Май  | Июнь | Июль | Авг. | Сен. | Окт. | Нояб. | Дек. | Год  |
| -------------------- | ---- | ---- | ---- | ---- | ---- | ---- | ---- | ---- | ---- | ---- | ----- | ---- | ---- |
| Средний максимум, °C | 29,3 | 32,1 | 33,8 | 35,9 | 37,4 | 36,5 | 35,0 | 34,3 | 33,7 | 31,8 | 29,7  | 28,6 | 33,1 |
| Средний минимум, °C  | 19,6 | 21,3 | 22,5 | 25,3 | 26,3 | 26,0 | 25,2 | 24,7 | 24,3 | 23,5 | 22,2  | 20,8 | 23,4 |
| Норма осадков, мм    | 19   | 13   | 13   | 21   | 73   | 55   | 96   | 139  | 174  | 200  | 161   | 78   | 1042 |
| Источник: IMDPune    |      |      |      |      |      |      |      |      |      |      |       |      |      |